# AFC Champions League Two
AFC Champions League Two (viết tắt là ACL2) là một giải bóng đá cấp câu lạc bộ lục địa thường niên do Liên đoàn bóng đá châu Á (AFC) tổ chức. Giải đấu này là giải đấu cao thứ hai trong hệ thống giải đấu câu lạc bộ của bóng đá châu Á, xếp sau AFC Champions League Elite và xếp trên AFC Challenge League.
Được thành lập vào năm 2004 dưới tên gọi ban đầu Cúp AFC (tiếng Anh: AFC Cup), giải khi đó chủ yếu quy tụ các các câu lạc bộ từ các quốc gia không có suất vào thẳng trực tiếp ở AFC Champions League dựa trên bảng xếp hạng giải đấu cấp câu lạc bộ AFC. Năm 2024, AFC thay đổi toàn diện cấu trúc các giải đấu cấp câu lạc bộ của mình, trong đó có sự ra mắt của AFC Champions League Two; toàn bộ số liệu và thành tích tại Cúp AFC sẽ được chuyển giao cho giải đấu mới.
Al-Kuwait và Al-Quwa Al-Jawiya là các câu lạc bộ thành công nhất trong lịch sử giải đấu với ba chức vô địch. Các câu lạc bộ đến từ Kuwait đã vô địch bốn lần, trở thành quốc gia thành công nhất ở giải đấu. Kể từ khi giải đấu khởi tranh vào năm 2004, các câu lạc bộ từ Tây Á thống trị các trận chung kết của mỗi kỳ cho đến năm 2015, khi câu lạc bộ Malaysia Johor Darul Ta'zim từ Đông Á trở thành một trong hai đội lọt vào chung kết và lên ngôi vô địch.
Central Coast Mariners của Úc là đương kim vô địch sau khi đánh bại Al-Ahed của Liban trong trận chung kết mùa giải 2023–24.

## Thể thức giải đấu (từ mùa giải 2017 đến mùa giải 2023–24)

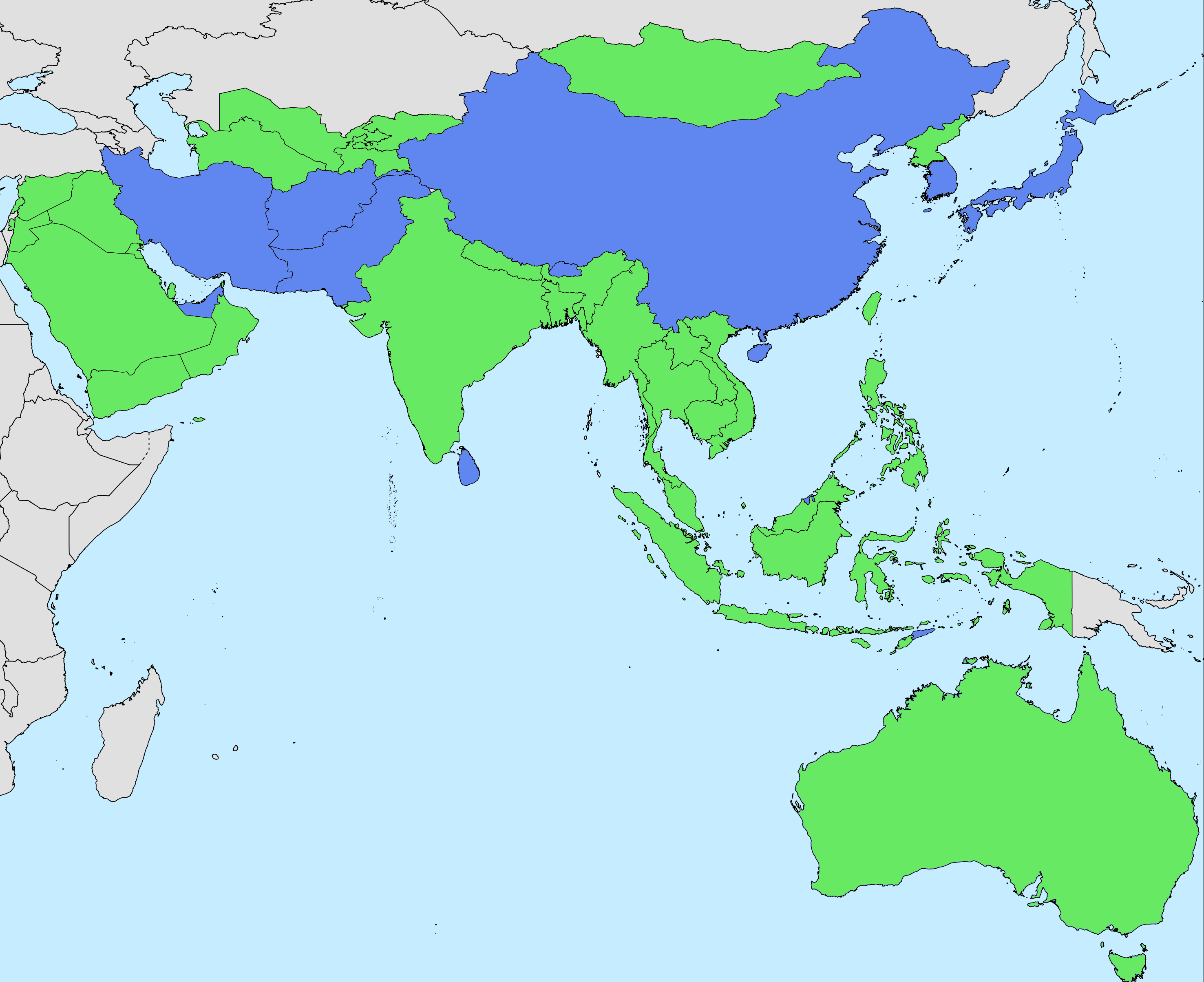
Bản đồ các quốc gia AFC có đội bóng đã từng lọt vào vòng bảng Cúp AFC
Các quốc gia AFC có đại diện lọt vào vòng bảng Cúp AFC
Các quốc gia AFC chưa có đại diện lọt vào vòng bảng Cúp AFC

Từ năm 2017, thể thức của Cúp AFC được thay đổi, với mục đích giảm chi phí di chuyển giữa các địa điểm diễn ra các trận đấu.
36 câu lạc bộ tham dự giải đấu được chia thành 9 bảng, mỗi bảng gồm 4 đội (từ năm 2021, số lượng đội tham dự được tăng lên 48 với 12 bảng đấu). Các suất tham dự được phân bổ như sau:
- 12 đội đến từ các liên đoàn thành viên của Liên đoàn bóng đá Tây Á (WAFF), được chia thành ba bảng A, B và C.
- 4 đội (tối đa 8 đội kể từ năm 2021) đến từ các liên đoàn thành viên của Liên đoàn bóng đá Trung Á (CAFA), được xếp vào bảng D (và có thể là bảng E).
- 4 đội (tối đa 8 đội kể từ năm 2021) đến từ các liên đoàn thành viên của Liên đoàn bóng đá Nam Á (SAFF), được xếp vào bảng E (cũng có thể là bảng F và/hoặc G tùy thuộc vào số bảng đấu ở khu vực Trung Á và Nam Á).
- 12 đội đến từ các liên đoàn thành viên của Liên đoàn bóng đá Đông Nam Á (AFF), được chia thành ba bảng F, G và H (tùy thuộc vào số bảng ở khu vực Trung Á và Nam Á mà có thể thay bằng bảng I và/hoặc J).
- 4 đội (tối đa 8 đội kể từ năm 2021) đến từ các liên đoàn thành viên của Liên đoàn bóng đá Đông Á (EAFF), được xếp vào bảng I (tùy thuộc vào số bảng ở khu vực Trung Á và Nam Á mà có thể thay thành bảng J, K và L).

Các đội Trung Á, Nam Á, Đông Nam Á và Đông Á được xếp vào một nhóm gọi là Liên khu vực (Inter-zone), đội vô địch của nhóm này sẽ giành quyền vào chung kết tổng gặp đội vô địch Tây Á.

### Vòng bảng

#### Tây Á và Đông Nam Á
12 đội của mỗi khu vực được chia thành ba bảng 4 đội. Các đội thi đấu vòng tròn hai lượt trong bảng của mình. Ba đội nhất bảng và một đội nhì bảng có thành tích tốt nhất sẽ giành quyền vào vòng loại trực tiếp khu vực tương ứng.

#### Liên khu vực Trung Á, Nam Á và Đông Á
4 đội của mỗi khu vực được xếp vào một bảng riêng cho mỗi khu vực. Các đội thi đấu vòng tròn hai lượt trong bảng của mình. Ba đội nhất bảng sẽ giành quyền vào vòng loại trực tiếp liên khu vực.
Kể từ năm 2021, tùy vào số suất dự vòng bảng của các khu vực mà có thể thay đổi thành hai bảng cho một hoặc một số khu vực nhất định. Trong trường hợp này, sẽ có thêm một trận chung kết cho riêng khu vực đó, đội thắng trong trận chung kết này sẽ lọt vào vòng loại trực tiếp liên khu vực.

### Vòng loại trực tiếp

#### Vòng loại trực tiếp khu vực Tây Á (West Asia Zonal Playoff)
Ba đội nhất bảng và một đội nhì bảng có thành tích tốt nhất của các bảng đấu thuộc khu vực Tây Á sẽ được bốc thăm chia cặp thi đấu với nhau trong một hoặc hai lượt trận. Hai đội thắng trong hai trận bán kết sẽ gặp nhau ở trận chung kết khu vực, đội thắng sẽ giành vé trực tiếp vào trận chung kết tổng của giải đấu.

#### Vòng loại trực tiếp khu vực Đông Nam Á (ASEAN Zonal Playoff)
Ba đội nhất bảng và một đội nhì bảng có thành tích tốt nhất của các bảng đấu thuộc khu vực Đông Nam Á sẽ được bốc thăm chia cặp thi đấu với nhau trong một hoặc hai lượt trận. Hai đội thắng trong hai trận đấu bán kết sẽ gặp nhau ở trận chung kết khu vực để xác định đội đại diện khu vực Đông Nam Á tham dự bán kết liên khu vực.

#### Vòng loại trực tiếp liên khu vực (Inter-zone Playoff)
Ba đội nhất bảng liên khu vực (hoặc đội thắng chung kết khu vực tương ứng) và một đội vô địch khu vực Đông Nam Á sẽ được bốc thăm chia cặp thi đấu với nhau trong một hoặc hai lượt trận. Hai đội thắng trong hai trận bán kết sẽ đối đầu với nhau ở trận chung kết liên khu vực để giành vé vào chung kết tổng giải đấu.

#### Chung kết tổng (Final)
Đội vô địch Tây Á và đội vô địch liên khu vực sẽ đối đầu với nhau trong trận chung kết tổng. Trận đấu sẽ chỉ diễn ra một lượt duy nhất trên sân của một trong hai đội và sẽ thay đổi theo năm, với trận chung kết năm lẻ diễn ra ở sân của đội vô địch liên khu vực, và trận chung kết năm chẵn diễn ra trên sân của đội vô địch Tây Á.
Thể thức này đã từng khiến cho AFC Cup trở thành giải đấu có thể thức phức tạp nhất thế giới.
Kể từ năm 2021, nếu một khu vực trong nhóm liên khu vực có từ 4 suất vào thẳng vòng bảng trở lên, hoặc có từ 7 suất dự vòng sơ loại và play-off trở lên, khu vực đó sẽ có hai bảng đấu. Tại Cúp AFC 2021, do khu vực Trung Á có tới 7 đội được phân bổ suất dự vòng bảng, nên khu vực này sẽ có hai bảng D và E.

## Thể thức mới và đổi tên (từ mùa giải 2024–25)
Từ mùa giải 2024–25, thể thức các giải bóng đá cấp câu lạc bộ của AFC có sự thay đổi, theo đó giải đấu hạng hai mới thay cho Cúp AFC sẽ có 32 đội tham dự vòng bảng, chia làm hai khu vực Đông và Tây (mỗi khu vực 16 đội). Các đội được chia làm 8 bảng (4 bảng A–D dành cho khu vực Tây Á, 4 bảng E–H dành cho khu vực Đông Á), thi đấu vòng tròn hai lượt tính điểm để chọn ra hai đội đứng đầu mỗi bảng vào vòng loại trực tiếp. Các đội sau đó sẽ thi đấu loại trực tiếp hai lượt riêng rẽ trong khu vực của mình cho đến trận chung kết, nơi họ sẽ thi đấu một trận duy nhất trên sân trung lập.
Ngày 14 tháng 8 năm 2023, AFC công bố tên của giải đấu thay thế Cúp AFC là AFC Champions League 2, về sau được cách điệu thành AFC Champions League Two.

## Phân bổ
Đã từng có 41 liên đoàn bóng đá quốc gia và vùng lãnh thổ thuộc AFC có đại diện tham dự, trong đó có 34 liên đoàn đã từng có đại diện tham dự vòng bảng. Dấu (*) dành cho những lần mà quốc gia đó có đại diện tham dự nhưng ít nhất là thất bại ở vòng loại.
| Quốc gia          | Mùa giải       | Mùa giải       | Mùa giải       | Mùa giải | Mùa giải | Mùa giải | Mùa giải | Mùa giải | Mùa giải | Mùa giải | Mùa giải | Mùa giải | Mùa giải | Mùa giải | Mùa giải | Mùa giải | Mùa giải | Mùa giải | Mùa giải | Mùa giải | Mùa giải | Mùa giải |
| Quốc gia          | 2004           | 2005           | 2006           | 2007     | 2008     | 2009     | 2010     | 2011     | 2012     | 2013     | 2014     | 2015     | 2016     | 2017     | 2018     | 2019     | 2020     | 2021     | 2022     | 2023–24  | 2024–25  | 2025-26  |
| Đông Á            | Đông Á         | Đông Á         | Đông Á         | Đông Á   | Đông Á   | Đông Á   | Đông Á   | Đông Á   | Đông Á   | Đông Á   | Đông Á   | Đông Á   | Đông Á   | Đông Á   | Đông Á   | Đông Á   | Đông Á   | Đông Á   | Đông Á   | Đông Á   | Đông Á   | Đông Á   |
| ----------------- | -------------- | -------------- | -------------- | -------- | -------- | -------- | -------- | -------- | -------- | -------- | -------- | -------- | -------- | -------- | -------- | -------- | -------- | -------- | -------- | -------- | -------- | -------- |
| Trung Quốc        | 0              | 0              | 0              | 0        | 0        | 0        | 0        | 0        | 0        | 0        | 0        | 0        | 0        | 0        | 0        | 0        | 0        | 0        | 0        | 0        | 1        | 1        |
| Đài Bắc Trung Hoa | 0              | 0              | 0              | 0        | 0        | 0        | 0        | 0        | 0        | 0        | 0        | 0        | 0        | 2        | 2        | 1*       | 1        | 1        | 1        | 2*       | 0        | 0        |
| Guam              | 0              | 0              | 0              | 0        | 0        | 0        | 0        | 0        | 0        | 0        | 0        | 0        | 0        | 0*       | 0        | 0        | 0        | 0        | 0        | 0        | 0        | 0        |
| Hồng Kông         | 1              | 2              | 2              | 2        | 2        | 2        | 2        | 2        | 2        | 2        | 2        | 2        | 2        | 0        | 0        | 2        | 1        | 2        | 2        | 0        | 2        | 2        |
| Nhật Bản          | 0              | 0              | 0              | 0        | 0        | 0        | 0        | 0        | 0        | 0        | 0        | 0        | 0        | 0        | 0        | 0        | 0        | 0        | 0        | 0        | 1        | 1        |
| Ma Cao            | 0              | 0              | 0              | 0        | 0        | 0        | 0        | 0        | 0        | 0        | 0        | 0        | 0*       | 0        | 1        | 0        | 1        | 0        | 0        | 1*       | 0        | 0        |
| Mông Cổ           | 0              | 0              | 0              | 0        | 0        | 0        | 0        | 0        | 0        | 0        | 0        | 0        | 0*       | 1        | 0*       | 0*       | 0*       | 1        | 0*       | 1        | 0        | 0        |
| CHDCND Triều Tiên | 0              | 0              | 0              | 0        | 0        | 0        | 0        | 0        | 0        | 0        | 0        | 0        | 0        | 2        | 2        | 1*       | 0        | 0        | 0        | 0        | 0        | 0        |
| Hàn Quốc          | 0              | 0              | 0              | 0        | 0        | 0        | 0        | 0        | 0        | 0        | 0        | 0        | 0        | 0        | 0        | 0        | 0        | 0        | 0        | 0        | 1        | 1        |
| Tổng cộng         | 1              | 2              | 2              | 2        | 2        | 2        | 2        | 2        | 2        | 2        | 2        | 2        | 2        | 3        | 4        | 4        | 4        | 4        | 3        | 4        | 5        | 5        |
| Đông Nam Á        |                |                |                |          |          |          |          |          |          |          |          |          |          |          |          |          |          |          |          |          |          |          |
| Úc                | Thành viên OFC | Thành viên OFC | Thành viên OFC | 0        | 0        | 0        | 0        | 0        | 0        | 0        | 0        | 0        | 0        | 0        | 0        | 0        | 0        | 0        | 0        | 2        | 1        | 1        |
| Brunei            | 0              | 0              | 0              | 0        | 0        | 0        | 0        | 0        | 0        | 0        | 0        | 0        | 0        | 0        | 0        | 0        | 0*       | 0*       | 0        | 0*       | 0        | 0        |
| Campuchia         | 0              | 0              | 0              | 0        | 0        | 0        | 0        | 0        | 0        | 0        | 0        | 0        | 0        | 1*       | 1        | 1        | 1        | 2        | 2        | 1*       | 0        | 0        |
| Indonesia         | 0              | 0              | 0              | 0        | 0        | 1        | 2        | 2        | 1        | 2        | 2        | 2        | 0        | 0        | 2        | 2        | 2        | 2        | 2        | 2*       | 1        | 1        |
| Lào               | 0              | 0              | 0              | 0        | 0        | 0        | 0        | 0        | 0        | 0        | 0        | 1        | 1        | 0*       | 0*       | 1        | 1*       | 0*       | 1        | 0*       | 0        | 0        |
| Malaysia          | 2              | 2              | 2              | 2        | 2        | 2        | 1        | 0        | 2        | 2        | 2        | 2        | 2        | 2        | 1        | 0        | 0        | 2        | 2        | 2        | 1        | 1        |
| Myanmar           | 0              | 0              | 0              | 0        | 0        | 0        | 0        | 0        | 2        | 2        | 2        | 2        | 2        | 2        | 2        | 2        | 2        | 0        | 0        | 1        | 0        | 0        |
| Philippines       | 0              | 0              | 0              | 0        | 0        | 0        | 0        | 0        | 0        | 0        | 0        | 1*       | 2        | 2        | 2        | 2        | 2        | 0        | 1        | 2        | 2        | 1*       |
| Singapore         | 2              | 2              | 2              | 2        | 2        | 1        | 1        | 1        | 2        | 2        | 2        | 2        | 2        | 2        | 2        | 2        | 2        | 2        | 2        | 1        | 2        | 2        |
| Thái Lan          | 0              | 0              | 0              | 1        | 0        | 2        | 2        | 2        | 1        | 0        | 0        | 0        | 0        | 0        | 0        | 0        | 0        | 0        | 0        | 0        | 3        | 3        |
| Đông Timor        | 0              | 0              | 0              | 0        | 0        | 0        | 0        | 0        | 0        | 0        | 0        | 0        | 0        | 0        | 0        | 0        | 0*       | 1        | 0        | 0        | 0        | 0        |
| Việt Nam          | 0              | 0              | 0              | 1        | 0        | 2        | 2        | 2        | 2        | 2        | 2        | 0        | 0        | 2        | 2        | 2        | 2        | 2        | 1        | 1        | 1        | 2        |
| Tổng cộng         | 4              | 4              | 4              | 6        | 4        | 8        | 8        | 7        | 10       | 10       | 10       | 10       | 9        | 11       | 12       | 12       | 12       | 11       | 11       | 12       | 11       | 11       |
| Trung Á           |                |                |                |          |          |          |          |          |          |          |          |          |          |          |          |          |          |          |          |          |          |          |
| Afghanistan       | 0              | 0              | 0              | 0        | 0        | 0        | 0        | 0        | 0        | 0        | 0        | 0        | 0        | 0*       | 0        | 0        | 0        | 0        | 0        | 0        | 0        | 0        |
| Iran              | 0              | 0              | 0              | 0        | 0        | 0        | 0        | 0        | 0        | 0        | 0        | 0        | 0        | 0        | 0        | 0        | 0        | 0        | 0        | 0        | 2        | 2        |
| Kyrgyzstan        | 0              | 0              | 0              | 0        | 0        | 0        | 0        | 0        | 0        | 0        | 1        | 0*       | 0*       | 2        | 1*       | 1*       | 2        | 2        | 2        | 1*       | 0        | 0        |
| Tajikistan        | 0              | 0              | 0              | 0        | 0        | 0        | 0        | 0        | 0        | 2        | 1        | 1*       | 1*       | 1*       | 1*       | 2        | 2        | 2        | 2        | 1*       | 2        | 1*       |
| Turkmenistan      | 2              | 2              | 2              | 2        | 0        | 0        | 0        | 0        | 0        | 0        | 0        | 1*       | 1*       | 1*       | 2        | 1*       | 2        | 2        | 2        | 2*       | 1        | 2        |
| Uzbekistan        | 0              | 0              | 0              | 0        | 0        | 1        | 1        | 2        | 1        | 0        | 0        | 0        | 0        | 0        | 0        | 0        | 1        | 1        | 1        | 0        | 1        | 1        |
| Tổng cộng         | 2              | 2              | 2              | 2        | 0        | 1        | 1        | 2        | 1        | 2        | 2        | 2        | 2        | 4        | 4        | 4        | 7        | 7        | 7        | 4        | 6        | 6        |
| Nam Á             |                |                |                |          |          |          |          |          |          |          |          |          |          |          |          |          |          |          |          |          |          |          |
| Bangladesh        | 1              | 2              | 2              | 0        | 0        | 0        | 0        | 0        | 0        | 0        | 0        | 0*       | 1        | 1*       | 1*       | 1        | 1*       | 1*       | 1*       | 1*       | 0        | 0        |
| Bhutan            | 0              | 0              | 0              | 0        | 0        | 0        | 0        | 0        | 0        | 0        | 0        | 0        | 0*       | 0*       | 0*       | 0*       | 0*       | 0*       | 0*       | 0*       | 0        | 0        |
| Ấn Độ             | 2              | 2              | 2              | 2        | 2        | 2        | 2        | 2        | 2        | 2        | 2        | 2        | 2        | 2        | 2        | 2        | 1*       | 2        | 2        | 2*       | 1*       | 2        |
| Maldives          | 2              | 2              | 2              | 2        | 2        | 2        | 2        | 2        | 1*       | 2        | 2        | 2        | 2        | 1*       | 1*       | 0        | 2        | 1*       | 1*       | 1*       | 0        | 0        |
| Nepal             | 0              | 0              | 0              | 0        | 0        | 0        | 0        | 0        | 0        | 0        | 0        | 0*       | 0        | 0*       | 0        | 1        | 0        | 0*       | 0*       | 0*       | 0        | 0        |
| Pakistan          | 0              | 0              | 0              | 0        | 0        | 0        | 0        | 0        | 0        | 0        | 0        | 0        | 0*       | 0        | 0        | 0        | 0        | 0        | 0        | 0        | 0        | 0        |
| Sri Lanka         | 0              | 0              | 0              | 0        | 0        | 0        | 0        | 0        | 0        | 0        | 0        | 0        | 0        | 0*       | 0        | 0*       | 0*       | 0*       | 0*       | 0        | 0        | 0        |
| Tổng cộng         | 5              | 6              | 6              | 4        | 4        | 4        | 4        | 4        | 3        | 4        | 4        | 4        | 5        | 4        | 4        | 4        | 4        | 4        | 4        | 4        | 1        | 2        |
| Tây Á             |                |                |                |          |          |          |          |          |          |          |          |          |          |          |          |          |          |          |          |          |          |          |
| Bahrain           | 0              | 0              | 1              | 1        | 2        | 2        | 1        | 0        | 0        | 1        | 2        | 2        | 2        | 2        | 2        | 2        | 2        | 2        | 2        | 1*       | 1*       | 2        |
| Iraq              | 0              | 0              | 0              | 0        | 0        | 2        | 0        | 3        | 2        | 2        | 2        | 2        | 2        | 2        | 2        | 0        | 0        | 0        | 0        | 2        | 1        | 1        |
| Jordan            | 0              | 2              | 2              | 3        | 2        | 2        | 2        | 2        | 2        | 2        | 2        | 2        | 2        | 2        | 2        | 2        | 2        | 2        | 0        | 1        | 2        | 2        |
| Kuwait            | 0              | 0              | 0              | 0        | 0        | 2        | 3        | 3        | 3        | 2        | 2        | 2        | 0        | 0        | 0        | 2        | 2        | 1        | 2        | 2        | 1        | 0        |
| Liban             | 2              | 2              | 2              | 2        | 2        | 3        | 2        | 2        | 2        | 2        | 2        | 2        | 2        | 2        | 2        | 2        | 2        | 2        | 2        | 2        | 0        | 0        |
| Oman              | 1              | 0              | 1              | 2        | 2        | 2        | 2        | 2        | 2        | 2        | 2        | 1*       | 2        | 2        | 2        | 1*       | 1*       | 0        | 2        | 1*       | 0        | 0*       |
| Palestine         | 0              | 0              | 0              | 0        | 0        | 0        | 0        | 0        | 0        | 0        | 0*       | 1*       | 2        | 0*       | 0*       | 1        | 1        | 2        | 2        | 1*       | 0        | 0        |
| Qatar             | 0              | 0              | 0              | 0        | 0        | 0        | 1        | 0        | 0        | 0        | 0        | 0        | 0        | 0        | 0        | 0        | 0        | 0        | 0        | 0        | 1        | 1        |
| Ả Rập Xê Út       | 0              | 0              | 0              | 0        | 0        | 0        | 0        | 0        | 1        | 0        | 0        | 0        | 0        | 0        | 0        | 0        | 0        | 0        | 0        | 0        | 1        | 1        |
| Syria             | 2              | 0              | 0              | 0        | 0        | 2        | 3        | 3        | 2        | 1*       | 2        | 2        | 2        | 2        | 2        | 2        | 2        | 2        | 2        | 2*       | 0        | 0        |
| UAE               | 0              | 0              | 0              | 0        | 0        | 0        | 0        | 0        | 0        | 0        | 0        | 0        | 0        | 0        | 0        | 0        | 0        | 0        | 0        | 0        | 2        | 1        |
| Yemen             | 1              | 0              | 0              | 2        | 2        | 2        | 2        | 2        | 2        | 2        | 0*       | 0*       | 0        | 0        | 0        | 0        | 0        | 0        | 0        | 0        | 0        | 0        |
| Tổng cộng         | 6              | 4              | 6              | 10       | 10       | 17       | 16       | 17       | 16       | 14       | 14       | 14       | 14       | 12       | 12       | 12       | 12       | 11       | 12       | 12       | 9        | 8        |
| Tổng cộng         |                |                |                |          |          |          |          |          |          |          |          |          |          |          |          |          |          |          |          |          |          |          |
| Vòng bảng         | 18             | 18             | 20             | 24       | 20       | 32       | 31       | 32       | 32       | 32       | 32       | 32       | 32       | 34       | 36       | 36       | 39       | 37       | 37       | 36       | 32       | 32       |
| Vòng loại         | 0              | 0              | 0              | 0        | 0        | 0        | 0        | 0        | 2        | 2        | 4        | 14       | 13       | 23       | 13       | 11       | 19       | 7        | 8        | 20       | 4        | 6        |

## Kết quả và thống kê

### Các trận chung kết
| Năm     | Chủ nhà                                                     | Kết quả                                 | Đội khách                               | Sân thi đấu                                                  | Khán giả                                |
| ------- | ----------------------------------------------------------- | --------------------------------------- | --------------------------------------- | ------------------------------------------------------------ | --------------------------------------- |
| 2004    | Al-Wahda                                                    | 2–3                                     | Al-Jaish                                | Sân vận động Abbasiyyin, Damascus                            |                                         |
| 2004    | Al-Jaish                                                    | 0–1                                     | Al-Wahda                                | Sân vận động Abbasiyyin, Damascus                            |                                         |
| 2004    | Tổng tỉ số 3–3, Al-Jaish thắng nhờ luật bàn thắng sân khách |                                         |                                         |                                                              |                                         |
| 2005    | Al-Faisaly                                                  | 1–0                                     | Nejmeh                                  | Sân vận động Quốc tế Amman, Amman                            |                                         |
| 2005    | Nejmeh                                                      | 2–3                                     | Al-Faisaly                              | Sân vận động Al Manara, Beirut                               |                                         |
| 2005    | Al-Faisaly thắng với tổng tỉ số 4–2                         |                                         |                                         |                                                              |                                         |
| 2006    | Al-Faisaly                                                  | 3–0                                     | Al-Muharraq                             | Sân vận động Quốc tế Amman, Amman                            | 7.000                                   |
| 2006    | Al-Muharraq                                                 | 4–2                                     | Al-Faisaly                              | Sân vận động Quốc gia Bahrain, Riffa                         | 3.000                                   |
| 2006    | Al-Faisaly thắng với tổng tỉ số 5–4                         |                                         |                                         |                                                              |                                         |
| 2007    | Al-Faisaly                                                  | 0–1                                     | Shabab Al-Ordon                         | Sân vận động Quốc tế Amman, Amman                            | 5.500                                   |
| 2007    | Shabab Al-Ordon                                             | 1–1                                     | Al-Faisaly                              | Sân vận động Quốc tế Amman, Amman                            | 7.500                                   |
| 2007    | Shabab Al-Ordon thắng với tổng tỉ số 2–1                    |                                         |                                         |                                                              |                                         |
| 2008    | Al-Muharraq                                                 | 5–1                                     | Safa Beirut                             | Sân vận động Quốc gia Bahrain, Riffa                         | 6.000                                   |
| 2008    | Safa Beirut                                                 | 4–5                                     | Al-Muharraq                             | Sân vận động Thành phố Thể thao, Beirut                      | 2.000                                   |
| 2008    | Al-Muharraq thắng với tổng tỉ số 10–5                       |                                         |                                         |                                                              |                                         |
| Năm     | Vô địch                                                     | Kết quả                                 | Á quân                                  | Sân thi đấu                                                  | Khán giả                                |
| 2009    | Kuwait SC                                                   | 2–1                                     | Al-Karamah                              | Sân vận động Câu lạc bộ Thể thao Al Kuwait, Thành phố Kuwait | 17.400                                  |
| 2010    | Al-Ittihad                                                  | 1–1 (aet) (4–2 p)                       | Al-Qadsia                               | Sân vận động Quốc tế Jaber, Thành phố Kuwait                 | 58.604                                  |
| 2011    | Nasaf                                                       | 2–1                                     | Kuwait SC                               | Sân vận động Markaziy, Qarshi                                | 15.753                                  |
| 2012    | Kuwait SC                                                   | 4–0                                     | Erbil                                   | Sân vận động Franso Hariri, Erbil                            | 30.000                                  |
| 2013    | Kuwait SC                                                   | 2–0                                     | Al-Qadsia                               | Sân vận động Al-Sadaqua Walsalam, Thành phố Kuwait           | 10.000                                  |
| 2014    | Al-Qadsia                                                   | 0–0 (aet) (4–2 p)                       | Erbil                                   | Sân vận động Maktoum Bin Rashid Al Maktoum, Dubai            | 5.240                                   |
| 2015    | Johor Darul Ta'zim                                          | 1–0                                     | Istiklol                                | Sân vận động Pamir, Dushanbe                                 | 18.000                                  |
| 2016    | Al-Quwa Al-Jawiya                                           | 1–0                                     | Bengaluru                               | Sân vận động Suheim bin Hamad, Doha                          | 5.806                                   |
| 2017    | Al-Quwa Al-Jawiya                                           | 1–0                                     | Istiklol                                | Sân vận động Trung tâm Hisor, Hisor                          | 20.000                                  |
| 2018    | Al-Quwa Al-Jawiya                                           | 2–0                                     | Altyn Asyr                              | Sân vận động Quốc tế Basra, Basra                            | 24.665                                  |
| 2019    | Al-Ahed                                                     | 1–0                                     | April 25                                | Sân vận động Kuala Lumpur, Kuala Lumpur*                     | 500                                     |
| 2020    | Bị hủy bỏ do đại dịch COVID-19 ở châu Á                     | Bị hủy bỏ do đại dịch COVID-19 ở châu Á | Bị hủy bỏ do đại dịch COVID-19 ở châu Á | Bị hủy bỏ do đại dịch COVID-19 ở châu Á                      | Bị hủy bỏ do đại dịch COVID-19 ở châu Á |
| 2021    | Al-Muharraq                                                 | 3–0                                     | Nasaf                                   | Sân vận động Al Muharraq, Arad                               | 9.060                                   |
| 2022    | Al-Seeb                                                     | 3–0                                     | Kuala Lumpur City                       | Sân vận động Quốc gia Bukit Jalil, Kuala Lumpur              | 27.722                                  |
| 2023–24 | Central Coast Mariners                                      | 1–0                                     | Al-Ahed                                 | Khu liên hợp thể thao Sultan Qaboos, Muscat                  | 1.930                                   |
| 2024–25 | Sharjah                                                     | 2–1                                     | Lion City Sailors                       | Sân vận động Bishan, Bishan                                  | 9.737                                   |

*Do Triều Tiên cấm phát sóng các trận đấu bóng đá diễn ra tại nước này, trận chung kết Cúp AFC 2019 được tổ chức tại Kuala Lumpur, Malaysia.

### Thành tích theo câu lạc bộ
| Câu lạc bộ             | Vô địch | Á quân | Năm vô địch      | Năm á quân |
| ---------------------- | ------- | ------ | ---------------- | ---------- |
| Kuwait SC              | 3       | 1      | 2009, 2012, 2013 | 2011       |
| Al-Quwa Al-Jawiya      | 3       | 0      | 2016, 2017, 2018 |            |
| Al-Faisaly             | 2       | 1      | 2005, 2006       | 2007       |
| Al-Muharraq            | 2       | 1      | 2008, 2021       | 2006       |
| Al-Qadsia              | 1       | 2      | 2014             | 2010, 2013 |
| Nasaf                  | 1       | 1      | 2011             | 2021       |
| Al-Ahed                | 1       | 1      | 2019             | 2023–24    |
| Al-Jaish               | 1       | 0      | 2004             |            |
| Shabab Al-Ordon        | 1       | 0      | 2007             |            |
| Al-Ittihad             | 1       | 0      | 2010             |            |
| Johor Darul Ta'zim     | 1       | 0      | 2015             |            |
| Al-Seeb                | 1       | 0      | 2022             |            |
| Central Coast Mariners | 1       | 0      | 2023–24          |            |
| Sharjah                | 1       | 0      | 2024–25          |            |
| Erbil                  | 0       | 2      |                  | 2012, 2014 |
| Istiklol               | 0       | 2      |                  | 2015, 2017 |
| Al-Wahda               | 0       | 1      |                  | 2004       |
| Safa Beirut            | 0       | 1      |                  | 2008       |
| Bengaluru              | 0       | 1      |                  | 2016       |
| Altyn Asyr             | 0       | 1      |                  | 2018       |
| April 25               | 0       | 1      |                  | 2019       |
| Kuala Lumpur City      | 0       | 1      |                  | 2022       |
| Lion City Sailors      | 0       | 1      |                  | 2024–25    |

### Thành tích theo quốc gia
| Quốc gia                             | Vô địch | Á quân | Tổng số |
| ------------------------------------ | ------- | ------ | ------- |
| Kuwait                               | 4       | 3      | 7       |
| Iraq                                 | 3       | 2      | 5       |
| Jordan                               | 3       | 1      | 4       |
| Syria                                | 2       | 2      | 4       |
| Bahrain                              | 2       | 1      | 3       |
| Liban                                | 1       | 3      | 4       |
| Uzbekistan                           | 1       | 1      | 2       |
| Malaysia                             | 1       | 1      | 2       |
| Oman                                 | 1       | 0      | 1       |
| Úc                                   | 1       | 0      | 1       |
| Các tiểu Vương quốc Ả Rập thống nhất | 1       | 0      | 1       |
| Tajikistan                           | 0       | 2      | 2       |
| Ấn Độ                                | 0       | 1      | 1       |
| Turkmenistan                         | 0       | 1      | 1       |
| CHDCND Triều Tiên                    | 0       | 1      | 1       |
| Singapore                            | 0       | 1      | 1       |

## Giải thưởng

### Vua phá lưới
| Năm     | Cầu thủ            | Câu lạc bộ             | Bàn thắng |
| ------- | ------------------ | ---------------------- | --------- |
| 2004    | Indra Sahdan Daud  | Home United            | 7         |
| 2004    | Egmar Goncalves    | Home United            | 7         |
| 2005    | Mo'ayyad Salim     | Al-Faisaly             | 9         |
| 2006    | Mahmoud Shelbaieh  | Al-Wahdat              | 8         |
| 2007    | Odai Al Saify      | Shabab Al-Ordon        | 5         |
| 2007    | Mohammed Ghaddar   | Nejmeh                 | 5         |
| 2008    | Rico               | Al-Muharraq            | 19        |
| 2009    | Robert Akaruye     | Busaiteen              | 8         |
| 2009    | Mohamad Hamwi      | Al-Karamah             | 8         |
| 2009    | Jehad Al Hussain   | Kuwait SC              | 8         |
| 2009    | Huỳnh Kesley Alves | Becamex Bình Dương     | 8         |
| 2010    | Afonso Alves       | Al-Rayyan              | 9         |
| 2011    | Ivan Bošković      | Nasaf                  | 10        |
| 2012    | Amjad Radhi        | Erbil                  | 9         |
| 2012    | Raja Rafe          | Al-Shorta              | 9         |
| 2013    | Issam Jemâa        | Kuwait SC              | 16        |
| 2014    | Juan Belencoso     | Kiệt Chí               | 11        |
| 2015    | Daniel McBreen     | Nam Hoa                | 8         |
| 2015    | Riste Naumov       | Ayeyawady United       | 8         |
| 2016    | Hammadi Ahmed      | Al-Quwa Al-Jawiya      | 16        |
| 2017    | Kim Yu-song        | April 25               | 9         |
| 2018    | An Il-bom          | April 25               | 12        |
| 2019    | Bienvenido Marañón | Ceres–Negros           | 10        |
| 2020    | Bienvenido Marañón | Ceres–Negros           | 5         |
| 2021    | Khusayin Norchaev  | Nasaf                  | 7         |
| 2022    | Pedro Paulo        | Viettel                | 5         |
| 2022    | Jasur Hasanov      | Sogdiana Jizzakh       | 5         |
| 2022    | Paulo Josué        | Kuala Lumpur City      | 5         |
| 2023–24 | Marco Túlio        | Central Coast Mariners | 8         |
| 2024–25 | Sardar Azmoun      | Shabab Al-Ahli         | 9         |

### Cầu thủ xuất sắc nhất giải
| Năm     | Cầu thủ                                 | Câu lạc bộ                              |
| ------- | --------------------------------------- | --------------------------------------- |
| 2011    | Artur Gevorkyan                         | Nasaf                                   |
| 2012    | Rogerinho                               | Kuwait SC                               |
| 2013    | Bader Al-Mutawa                         | Al-Qadsia                               |
| 2014    | Saif Al Hashan                          | Al-Qadsia                               |
| 2015    | Safiq Rahim                             | Johor Darul Ta'zim                      |
| 2016    | Hammadi Ahmed                           | Al-Quwa Al-Jawiya                       |
| 2017    | Manuchekhr Dzhalilov                    | Istiklol                                |
| 2018    | Hammadi Ahmed                           | Al-Quwa Al-Jawiya                       |
| 2019    | Mehdi Khalil                            | Al-Ahed                                 |
| 2020    | Bị hủy bỏ do đại dịch COVID-19 ở châu Á | Bị hủy bỏ do đại dịch COVID-19 ở châu Á |
| 2021    | Abdulwahab Al-Malood                    | Al-Muharraq                             |
| 2022    | Eid Al-Farsi                            | Al-Seeb                                 |
| 2023–24 | Mikael Doka                             | Central Coast Mariners                  |
| 2024–25 | Caio Lucas                              | Shabab Al-Ahli                          |